# Marjorie Daw
Marjorie Daw (Colorado Springs, 19 de janeiro de 1902 – Huntington Beach, 18 de março de 1979) foi uma atriz norte-americana da era do cinema mudo. 
Nasceu Margaret House em Colorado Springs, Colorado. Ela atuou em 68 filmes entre 1914 e 1927. Daw foi casada duas vezes; seu primeiro casamento foi com o diretor Edward Sutherland no início de 1923. Após divorciar com Sutherland em 1925, ela casou com Myron Selznick em 1929. O casamento terminou em 1942.
Daw faleceu em 18 de março de 1979 em Huntington Beach, na Califórnia, aos 77 anos.